# Guilty (пісня Пі Джей Гарві)
«Guilty» — пісня англійської альтернативної рок-музикантки Пі Джей Гарві. Записана під час сесій для її дев'ятого студійного альбому The Hope Six Demolition Project, вона була випущена як позаальбомний сингл 13 липня 2016 року на Island Records.

## Передумови і запис
«Guilty» була записана під час сесій для дев'ятого студійного альбому Пі Джей Гарві, The Hope Six Demolition Project (2016). Сесії проходили в спеціально побудованій студії в Сомерсет-хаусі в Лондоні, Англія, з 15 січня по 14 лютого 2015 року в рамках програми Recording in Progress, де представники громадськості могли спостерігати за сесіями через одностороннє скло з 45-хвилинними інтервалами. Кілька видань вказали «Guilty» серед назв пісень, написаних на настінному графіку в студії протягом першого тижня сесій, і трек був закінчений до кінця січня, згідно з офіційним прес-релізом синглу.
Flood і Джон Періш продюсували сесії для The Hope Six Demolition Project. В інтерв'ю журналу Uncut за місяць до виходу альбому Flood описав процес запису «Guilty» як «захоплюючий» і «одну з пісень-відкриттів», де він і Періш «змогли просунутися на нову територію». Під час запису пісні Flood експериментував з контактними мікрофонами, використовуючи їх для запису барабана том-том перкусіоніста Кенріка Роу і обробляючи сигнал за допомогою педалі ефектів Whammy. Під час другого експерименту Flood маніпулював висотою тону барабана за допомогою електрогітарного підсилювача.
Однак «Guilty» не увійшла до остаточного трек-листа The Hope Six Demolition Project. Пояснюючи ситуацію, Flood сказав:
|  | "[У міру того, як сесія тривала, ["Guilty"] ставала досить складною піснею, щоб досягти того місця, яке Поллі, Джон і я відчували, що вона повинна зайняти. Наприкінці процесу, навіть коли вона була закінчена, здавалося, що вона трохи вибивається з решти матеріалу - так, ніби вона прийшла з іншого місця в часі. Платівка здавалася сильнішою як обсяг роботи, оскільки її не було". |

## Музика і текст
«Guilty» була написана Гарві і триває три хвилини 55 секунд. Згідно з базою даних Міжнародного стандартного коду музичних творів, офіційна назва пісні — «He Must Be Guilty», а «Guilty» зареєстрована як альтернативна назва. Exclaim! описав її як «похмуру [і] драматичну», а Consequence of Sound додали, що тема ударів безпілотників Сполучених Штатів «[викриває] несправедливість того, що ми називаємо справедливістю» і «добре вписується в основну концепцію» The Hope Six Demolition Project; Paste сказав, що текст пісні «відверто засуджує те, що вважається справедливістю і рівністю в глобальній перспективі».
Вокал Гарві на «Guilty» звучить у нижчому регістрі, ніж на більшості її записів на White Chalk (2007), Let England Shake (2011) і The Hope Six Demolition Project, на яких вона «переважно використовувала свій примарно-віддалений верхній регістр, а не гравійний блюзовий стиль», властивий її попереднім матеріалам, згідно з Flavorwire.

## Реліз та відгуки
«Guilty» був випущений як неальбомний сингл 13 липня 2016 року; він був випущений тільки у вигляді цифрового завантаження. Обкладинка синглу містить чорно-білу фотографію скульптури двоголового пса (можливо, Цербера); дизайн обкладинки створила Мішель Геннінг, яка була арт-директором і дизайнером обкладинки The Hope Six Demolition Project.
Реакція критиків на «Guilty» була переважно позитивною. Les Inrockuptibles назвали пісню «інтенсивною і ліричною» і сказали, що це «ідеальний бонус, який розширює і без того бездоганний альбом [The Hope Six Demolition Project]».

## Персоналії
- Пі Джей Гарві — вокал
- Террі Едвардс — гітара
- Flood — бек-вокал
- Енріко Габріеллі — Басетний кларнет
- Джеймс Джонстон — бек-вокал
- Джон Періш — бас, піаніно, синтезатор, перкусія, бек-вокал
- Кенрік Роу — перкусія, бек-вокал
- Алессандро Стефана — гітара, бек-вокал

Технічний персонал
- Flood — продюсування, зведення
- Джон Періш — продюсування
- Адам «Cecil» Бартлетт — запис, інженер зведення
- Цезар Едмундс — інженер зведення
- Роб Кірван — інженер зведення
- Дрю Сміт — зведення
- Джон Дент — мастеринг